# Alejandro Catena Marugán
Alejandro Catena Marugán (Móstoles, Madrid, 28 de octubre de 1994) es un futbolista español que juega como defensa en el Club Atlético Osasuna de la Primera División de España.

## Trayectoria
Formado en las categorías inferiores del actual C. D. Móstoles U. R. J. C., pasa a debutar en la Tercera División Española con el primer equipo de este mismo club. Tras varias temporadas en las filas del club mostoleño, firma por el C. D. A. Navalcarnero. Disputó la temporada 2016-17, en las filas del C. D. A. Navalcarnero en el Grupo II de Segunda B. Tras realizar una buena temporada, firma con el Marbella F. C. donde acabaría en segunda posición del Grupo IV de Segunda B y jugaría los play-offs de ascenso, quedando eliminados en primera ronda por el R. C. Celta de Vigo "B".
En julio de 2018, el central abandona el Marbella F. C. y se confirma su salida al C. F. Reus Deportiu para jugar en la Liga 123. Tras una buena primera vuelta, termina abandonando el club tras rescindir su contrato, debido a la mala situación del equipo roig i negre.
A finales de enero de 2019, terminó fichando por el Rayo Vallecano por temporada y media. Con este equipo debutó en la Primera División, categoría en la que disputó 71 partidos.
El 9 de junio de 2023 se hizo oficial su fichaje por el C. A. Osasuna, al que llegaba libre, para las próximas cinco temporadas.

## Clubes
| Club                  | País   | Año       | Liga      | Partidos | Goles |
| --------------------- | ------ | --------- | --------- | -------- | ----- |
| C. D. Móstoles URJC   | España | 2013-2016 | 3.ª       | 89       | 8     |
| C. D. A. Navalcarnero | España | 2016-2017 | 2.ªB      | 29       | 2     |
| Marbella F. C.        | España | 2017-2018 | 2.ªB      | 33       | 1     |
| C. F. Reus Deportiu   | España | 2018-2019 | 2.ª       | 23       | 1     |
| Rayo Vallecano        | España | 2019-2023 | 2.ª y 1.ª | 163      | 10    |
| C. A. Osasuna         | España | 2023-     | 1.ª       | 72       | 2     |

Debut en 1ª División: 12 de mayo de 2019, Rayo Vallecano 1-2 Real Valladolid
| Temporadas en 1.ª | Partidos en 1.ª | Goles en 1.ª | Partidos en Copa | Goles en Copa | Internacional |
| ----------------- | --------------- | ------------ | ---------------- | ------------- | ------------- |
| 6                 | 139             | 5            | 15               | 2             | Ninguna       |

### Trofeos regionales
| Título                 | Equipo     | Comunidad Autónoma | Año  |
| ---------------------- | ---------- | ------------------ | ---- |
| Euskal Herriko Txapela | CA Osasuna | País Vasco         | 2023 |